# Cerapterocerus planus
Cerapterocerus planus är en stekelart som beskrevs av Svetlana N. Myartseva 1982. Cerapterocerus planus ingår i släktet Cerapterocerus och familjen sköldlussteklar.
Artens utbredningsområde är Turkmenistan. Inga underarter finns listade i Catalogue of Life.